# Crematogaster betapicalis
Crematogaster betapicalis är en myrart som beskrevs av Smith 1995. Crematogaster betapicalis ingår i släktet Crematogaster och familjen myror. Inga underarter finns listade i Catalogue of Life.